# Fuerstia
Fuerstia là một chi thực vật có hoa trong họ Hoa môi (Lamiaceae).

## Loài
Chi Fuerstia gồm các loài: